# Рішар Жув
Рішар Жув (фр. Richard Jouve) — французький лижник, олімпійський медаліст, призер чемпіонатів світу. 
Бронзову олімпійську медаль Жув здобув на Пхьончханській олімпіаді 2018 року командному спринті вільним стилем разом із Морісом Маніфіка.

## Виступи на Олімпійських іграх
| Рік  | Вік | 15 км | Скіатлон 15 км | 50 км мас-старт | Спринт | Естафета 4 × 5 км | Команднй спринт |
| ---- | --- | ----- | -------------- | --------------- | ------ | ----------------- | --------------- |
| 2018 | 23  | —     | —              | —               | 16     | —                 | Бронза          |
| 2022 | 27  | 49    | —              | —               | 7      | Бронза            | —               |

## Виступи на чемпіонатах світу
| Рік  | Вік | 10 км | Скіатлон 15 км | 50 км мас-старт | Спринт | Естафета 4 × 5 км | Команднй спринт |
| ---- | --- | ----- | -------------- | --------------- | ------ | ----------------- | --------------- |
| 2017 | 22  | —     | —              | —               | 16     | —                 | 11              |
| 2019 | 24  | —     | —              | —               | 4      | Бронза            | 5               |
| 2021 | 26  | —     | —              | —               | 7      | —                 | 4               |

## Виноски
1. ↑  Men's team sprint results (PDF). Архів оригіналу (PDF) за 5 лютого 2022. Процитовано 12 квітня 2018.

|  | Це незавершена стаття про лижника чи лижницю. Ви можете допомогти проєкту, виправивши або дописавши її. |